# Z for Zachariah
Z for Zachariah is een Amerikaanse post-apocalyptische sciencefictionfilm uit 2015 onder regie van Craig Zobel, gebaseerd op het gelijknamige boek uit 1974 van Robert C. O'Brien. De film ging in première op 24 januari op het Sundance Film Festival in de U.S. Dramatic Competition.

## Verhaal
Na een ramp die het grootste deel van de beschaving uitroeide, is een jonge vrouw op zoek naar overlevenden. Ze is overtuigd dat ze de laatste mens op aarde is tot ze een stervende wetenschapper ontmoet die op zoek is naar overlevenden. Hun relatie verandert wanneer een andere mannelijke overlevende verschijnt. Als de twee mannen strijden om de genegenheid van de vrouw, beginnen hun oerdriften de bovenhand te krijgen.

## Rolverdeling
| Acteur           | Personage  |
| ---------------- | ---------- |
| Chiwetel Ejiofor | Loomis     |
| Margot Robbie    | Ann Burden |
| Chris Pine       | Caleb      |